# Caprodon schlegelii
Caprodon schlegelii är en fiskart som först beskrevs av Günther, 1859.  Caprodon schlegelii ingår i släktet Caprodon och familjen havsabborrfiskar. Inga underarter finns listade.